# Kappendrup
|  | Kappendrup er også navnet på en lokalitet i Rolfsted Sogn; se Kappendrup (Faaborg-Midtfyn Kommune) |
Kappendrup er en by på det nordlige Fyn med 267 indbyggere  (2024), beliggende 3 km øst for Uggerslev, 5 km nordvest for Otterup, 10 km nord for Odense Lufthavn og 19 km øst for Bogense. Byen ligger i Nordfyns Kommune og hører til Region Syddanmark.
Byen ligger 17 m over havets overflade i Hjadstrup Sogn. Hjadstrup Kirke ligger i Hjadstrup 1 km syd for Kappendrup. Længere syd for byen ligger Bladstrup. Nord for Kappendrup ligger Bederslev og øst for byen Brandsby og Emmelev.
Kappendrup har bl.a. elektriker, bager, slagter og mekaniker.

## Historie

### Stenalderen
I byen findes langdyssen og gravhøjen kaldet "Kappendrup Kirke". Der er adgang via den store parkeringsplads midt i byen. Langdyssen og gravhøjen er fra bondestenalderen omkring 3900 til 1700 f.Kr.

### Jernbanen
Kappendrup havde station på Nordfyenske Jernbane (1882-1966), der gik fra Odense over Otterup til Bogense. Stationen havde vandkran, så damplokomotiverne kunne tanke op. Stationsbygningen og rejsestalden er bevaret på adressen Kappendrup 45A.
Nu kører der hverken tog eller rutebil gennem Kappendrup.

### Eget postdistrikt
Kappendrup havde tidligere sit eget postnummer (5483), men distriktet blev nedlagt og underlagt Otterup postdistrikt (5450)